# Va chạm vệ tinh năm 2009

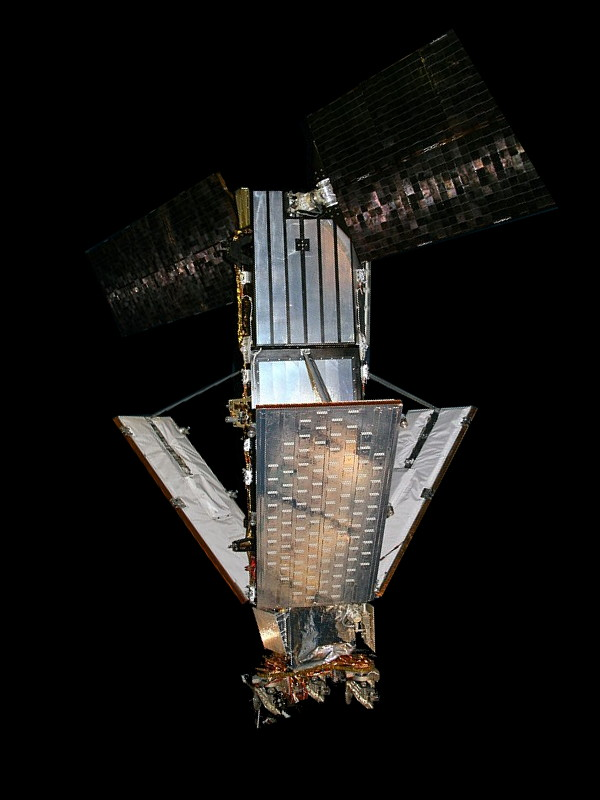
Bản sao của vệ tinh Iridium

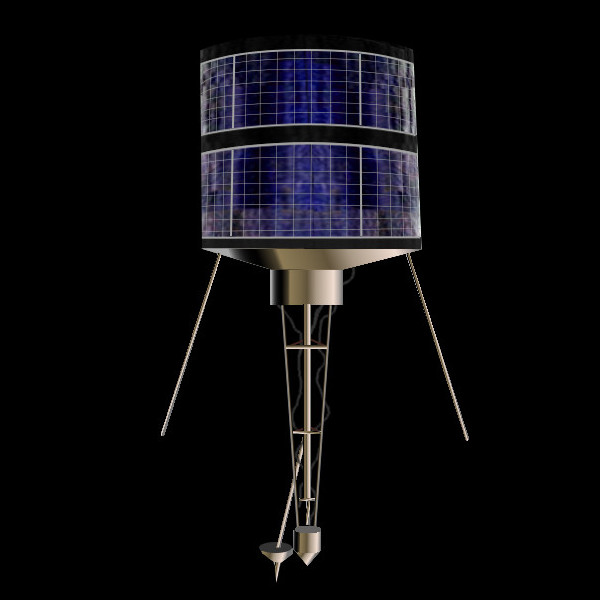
Đồ họa kỹ thuật số của vệ tinh Strela-2M

Vào ngày 10 tháng 2 năm 2009, vệ tinh liên lạc đang hoạt động Iridium 33 của Mỹ và vệ tinh liên lạc đã không còn sử dụng Kosmos-2251 của quân đội Nga đã va chạm vào nhau với tốc độ 11.700 m/s (26.000 mph; 42.000 km/h) ở độ cao 789 kilômét (490 mi) phía trên vùng trời bán đảo Taymyr ở Siberia. Đây là lần đầu tiên xảy ra va chạm ở tốc độ cao giữa hai vệ tinh, trước đó tất cả các va chạm gây tai nạn đều liên quan đến một vệ tinh và một mảnh vụn không gian.

## Tàu vũ trụ
Kosmos-2251 là vệ tinh liên lạc quân sự Strela nặng 950 kilôgam (2.100 lb) thuộc sở hữu của Lực lượng Vũ trụ Nga. Nó được phóng lên bởi tên lửa Cosmos-3M của Nga vào ngày 16 tháng 6 năm 1993. Nó đã ngừng sử dụng trước vụ va chạm và vẫn ở trên quỹ đạo như một mảnh vụn không gian. Còn Iridium 33 là một vệ tinh thương mại do Mỹ chế tạo nặng 560 kilôgam (1.200 lb) và là một trong nhiều vệ tinh Iridium gồm 66 vệ tinh liên lạc thuộc sở hữu của Iridium Communications. Nó được ra mắt vào ngày 14 tháng 9 năm 1997, mang trên một tên lửa Proton.

## Va chạm

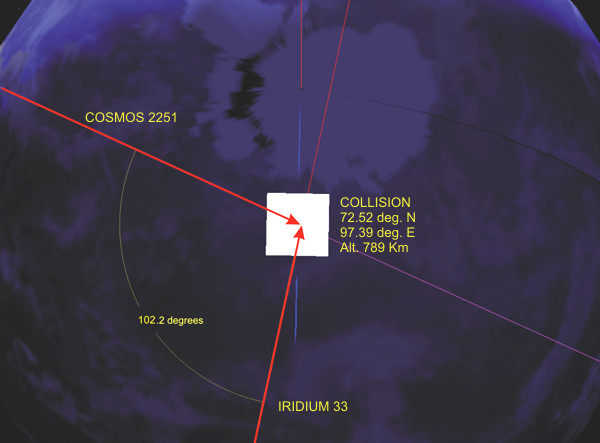
Sơ đồ va chạm

Vụ va chạm xảy ra lúc 16 giờ UTC và đã phá hủy cả Iridium 33 và Kosmos-2251. Vệ tinh Iridium đang hoạt động tại thời điểm xảy ra vụ va chạm. Kosmos-2251 đã ngừng hoạt động vào năm 1995. Nó không có hệ thống đẩy, và không còn được kiểm soát tích cực.

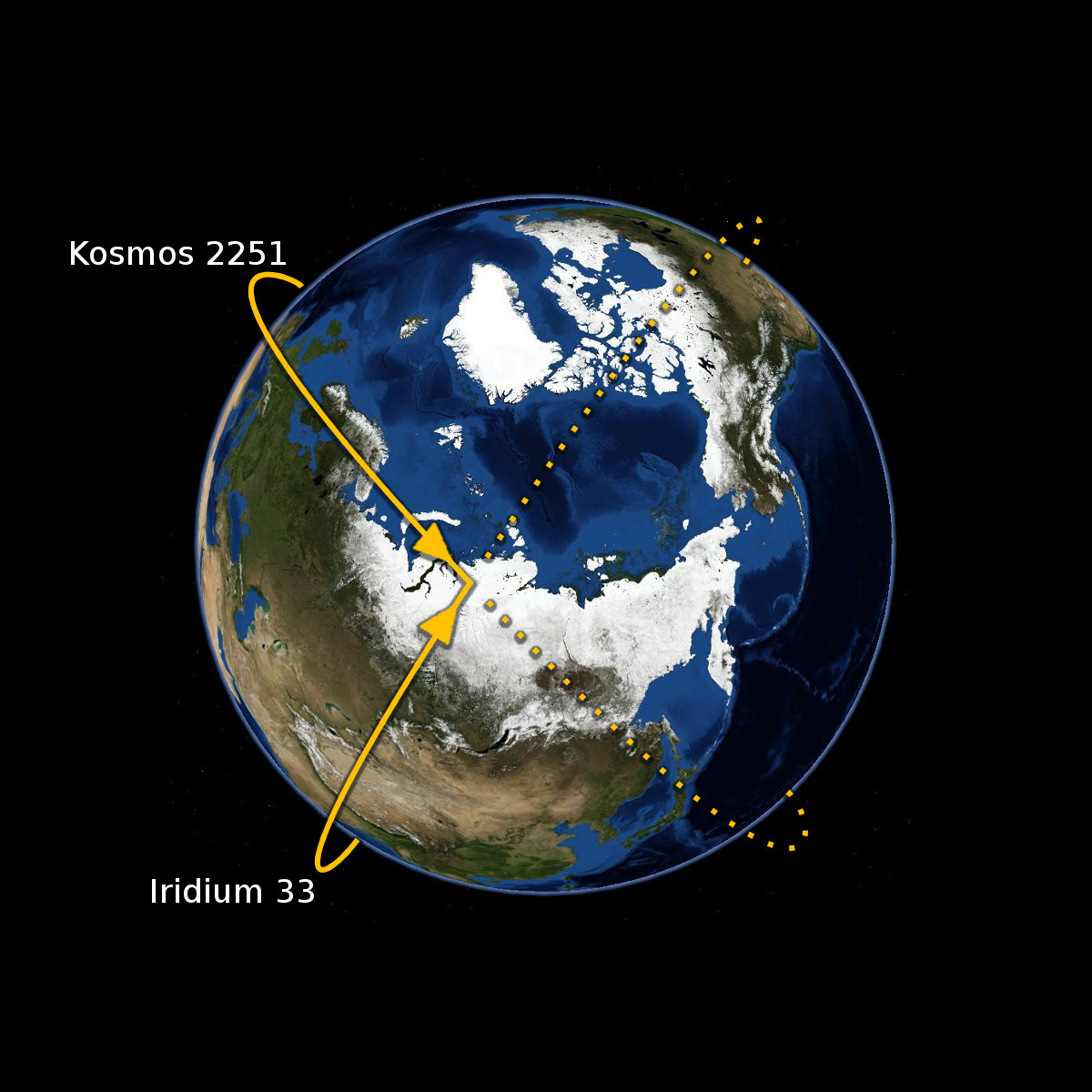
Điểm va chạm
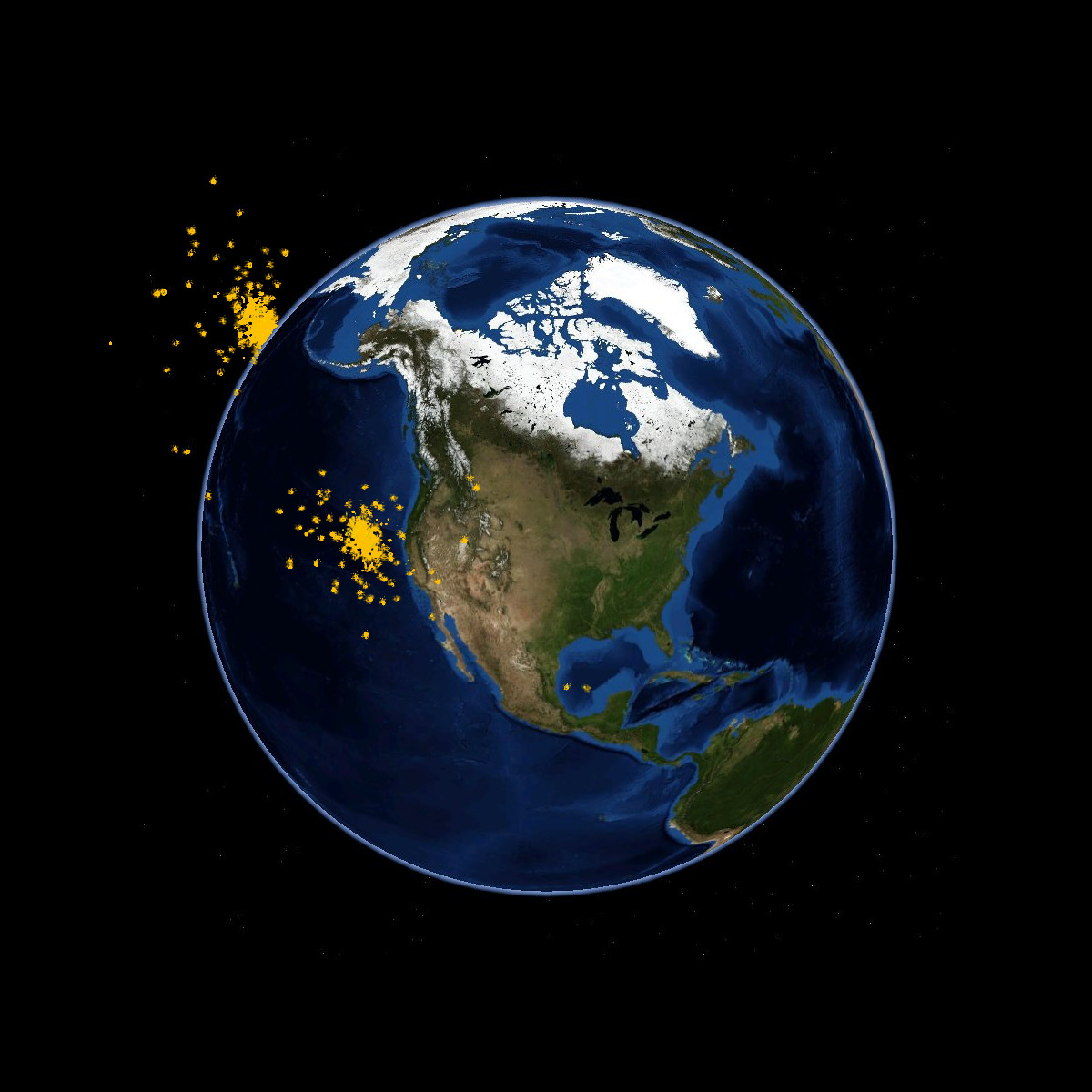
Các mảnh vụn sau va chạm 20 phút
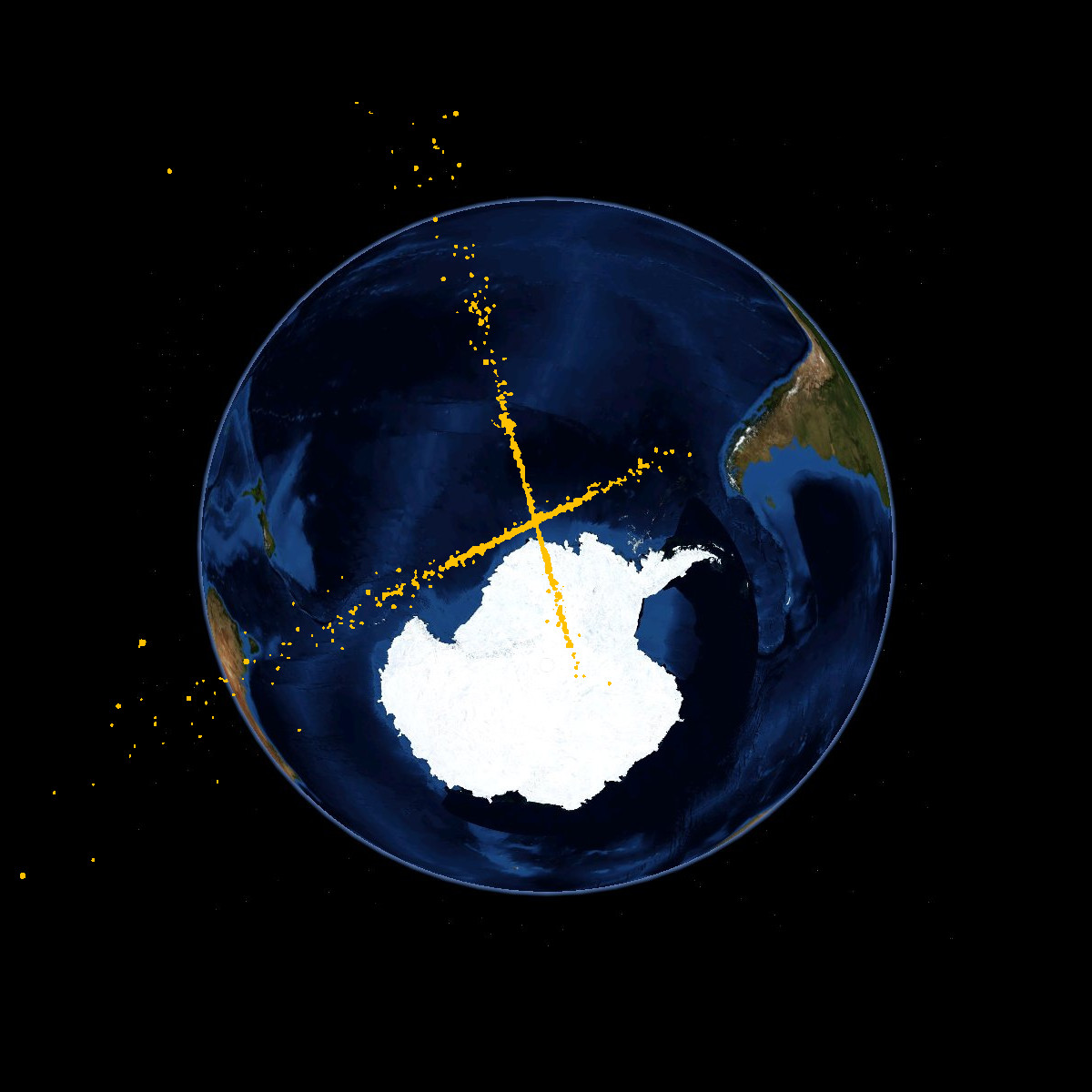
Các mảnh vụn sau va chạm 50 phút

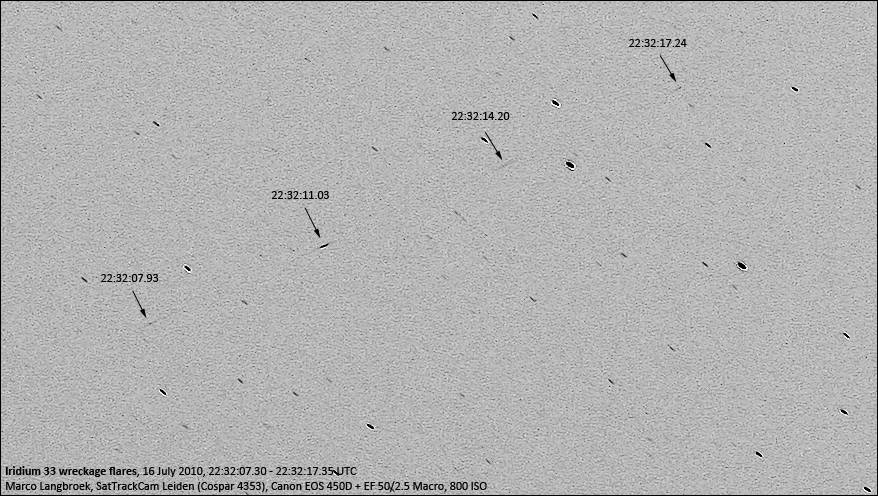
Đèn flash được tạo ra bởi phần xác chính lộn xộn của đống đổ nát Iridium 33

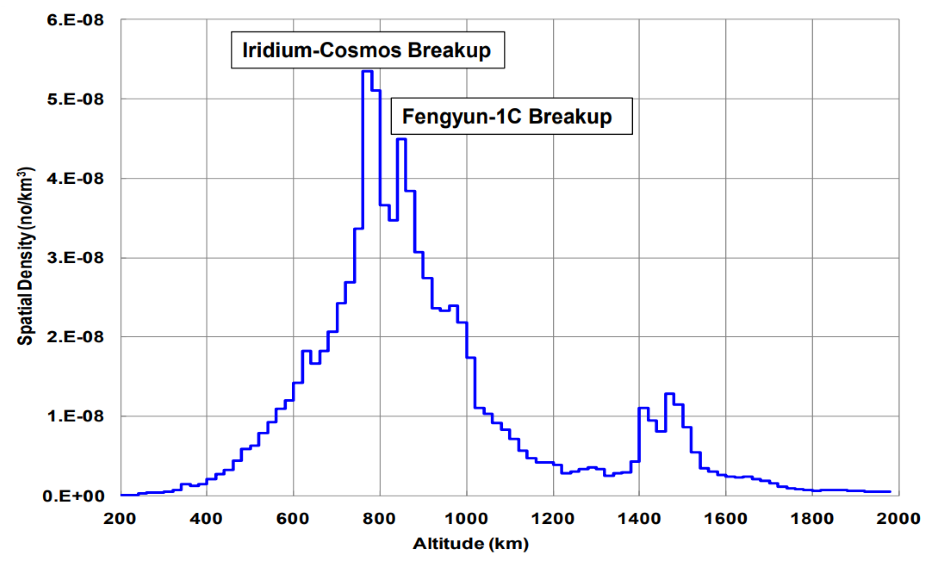
Vụ va chạm dẫn đến các mảnh vỡ đáng kể trong Quỹ đạo Trái Đất tầm thấp.

Cơ quan vũ trụ Hoa Kỳ NASA ban đầu ước tính mười ngày sau vụ va chạm sự cố vệ tinh này đã tạo ra ít nhất 1.000 mảnh vỡ lớn hơn 10 cm (3,9 in), ngoài ra còn có nhiều mảnh nhỏ hơn. Đến tháng 7 năm 2011, Mạng lưới giám sát không gian Hoa Kỳ đã lập danh mục hơn 2000 mảnh vỡ lớn từ vụ va chạm. NASA xác định rủi ro đối với Trạm vũ trụ quốc tế, có quỹ đạo khoảng 430 kilômét (270 mi) bên dưới vùng va chạm, ở mức thấp, giống như mối đe dọa nào, tàu con thoi (STS-119) sau đó lên kế hoạch bay vào cuối tháng 2 năm 2009. Tuy nhiên, các nhà khoa học Trung Quốc đã nói rằng các mảnh vỡ này là mối đe dọa đối với các vệ tinh Trung Quốc trên quỹ đạo đồng bộ Mặt trời, và ISS đã phải thực hiện một cuộc diễn tập tránh các mảnh vỡ va chạm vào tháng 3 năm 2011.
Năm 2016, Space News liệt kê vụ va chạm là sự kiện phân mảnh lớn thứ hai trong lịch sử, với việc Kosmos-2251 và Iridium 33 tạo ra lần lượt 1.668 và 630 mảnh vỡ được xếp vào danh mục, trong đó có 1.141 và 364 mảnh vụn được theo dõi kể từ tháng 1 năm 2016.
Một mảnh vỡ nhỏ của vệ tinh Cosmos 2251 được Trạm vũ trụ quốc tế vượt qua an toàn vào lúc 2:38 sáng EDT, Thứ Bảy, ngày 24 tháng 3 năm 2012, ở khoảng cách khoảng 120 m (130 yd). Để phòng ngừa, ban quản lý ISS đã đưa sáu thành viên phi hành đoàn trên tàu quay quanh khu vực quỹ đạo ẩn náu bên trong hai tàu vũ trụ kết nối Soyuz cho đến khi các mảnh vỡ trôi qua.
Một số báo cáo của các hiện tượng thiên văn trong bang Texas, Kentucky và New Mexico là do các mảnh vụn từ vụ va chạm trong những ngày ngay sau khi các báo cáo đầu tiên của vụ tai nạn này trong năm 2009, mặc dù NASA và Bộ chỉ huy chiến lược Hoa Kỳ, theo dõi các vệ tinh và các mảnh vỡ trên quỹ đạo, họ đã không công bố bất kỳ mảnh vỡ nào của vụ tai nạn vào thời điểm đó và báo cáo rằng những hiện tượng này không liên quan đến vụ va chạm. Vào ngày 13 tháng 2 năm 2009, các nhân chứng ở Kentucky đã nghe thấy một tiếng nổ siêu thanh. Cơ quan Dịch vụ thời tiết quốc gia đã ban hành thông tin cảnh báo cư dân về tiếng nổ siêu thanh do các mảnh vỡ vệ tinh rơi xuống. Cục Hàng không Liên bang Hoa Kỳ cũng phát hành một thông báo cảnh báo các phi công về khả năng các mảnh vỡ nhập lại.

## Nguyên nhân
Các sự kiện trước đó hai vệ tinh tiếp cận nhau trong phạm vi vài km đã xảy ra nhiều lần mỗi ngày. Xem xét thông qua số lượng lớn về trường hợp các vụ va chạm tiềm năng cho thấy chúng có nguy cơ cao va vào nhau. Thông tin chính xác, cập nhật về các vị trí vệ tinh hiện tại rất khó. Các tính toán được thực hiện bởi CelesTrak đã dự kiến hai vệ tinh này sẽ bay ngang qua nhau 584 mét (1.916 ft).
Lập kế hoạch điều động để tránh qua cân nhắc đúng mức về rủi ro, mức tiêu thụ nhiên liệu cần thiết cho cuộc bay tránh và ảnh hưởng của chúng đối với hoạt động bình thường của vệ tinh có thể là một thách thức. John Campbell của Iridium đã phát biểu tại một diễn đàn tháng 6 năm 2007 thảo luận những sự đánh đổi và khó khăn trong việc xử lý tất cả các thông báo họ đã nhận được liên quan đến cách tiếp cận gần nhất, đánh số lên tới 400 mỗi tuần (đối với phương pháp tiếp cận trong vòng năm km hoặc ba dặm) cho toàn bộ các vệ tinh thuộc nhóm Iridium. Ông ước tính nguy cơ va chạm mỗi lần kết hợp là một trong 50  triệu.
Vệ tinh không còn sử dụng nên được xử lý, thường là bằng cách phá hủy chúng hoặc tối thiểu, gửi chúng đến quỹ đạo nghĩa trang, nhưng không có luật quốc tế nào tồn tại để ràng buộc. Tuy nhiên, một số quốc gia đã áp dụng luật như vậy ở trong nội bộ của họ, như Pháp vào tháng 12 năm 2010. Ủy ban Truyền thông Liên bang Hoa Kỳ (FCC) yêu cầu điều này đối với tất cả các vệ tinh địa tĩnh được phóng sau ngày 18 tháng 3 năm 2002, để cam kết chuyển đến quỹ đạo nghĩa trang vào cuối cuộc đời hoạt động của các vệ tinh.